# Noordelijke fluweelboleet
De noordelijke fluweelboleet (Xerocomus fennicus) is een paddenstoel uit de familie Boletaceae. Ectomycorrhizapartner van loofbomen op lemige bodem. Beschreven uit Finland, waar hij algemeen voorkomt bij Berk en Els, op voedselrijke grond, vaak met brandnetels. 

## Kenmerken

### Uiterlijke kenmerken
Hoed
Een rode fluweelboleet, die soms ook naar bruin verkleurt, met een fluwelige, openbarstende hoed en geel hoedvlees. 
Buisjes en poriën
De buisjes en poriën zijn geelgroen en worden intens blauw bij aanraking.
Steel
De steel is cilindrisch, naar de voet versmald, rood als hoed, vaak gelig aan de top en voet, vezelig, blauw verkleurend bij aanraking. 

### Microscopische kenmerken
De sporen hebben een afgeknotte top en fijn gestreept in de lengte (olie immersie). De sporenmaat is 10-15 × 4-6 μm met een Q-getal van 2,0-3,2. De hoedhuid is verweven trichoderm van cilindrische hyfen. De cellen zijn slank met iets vebrede eindcellen 4 tot 25 μm. Het pigment is geincrustreerd in de hyfen van de hoedhuid.

## Verwarrende soorten
Hij lijkt op de rode boleet (Hortiboletus rubellus) en de wijnrode boleet (Xerocomus ripariellus), maar heeft afgeknotte, fijn gestreepte sporen. De sombere fluweelboleet (Xerocomus porosporus) heeft ook afgeknotte sporen, maar die zijn glad.

## Verspreiding
De noordelijke fluweelboleet komt uiterst zeldzaam voor in Nederland. Hij is slechts eenmaal in Nederland vastgesteld (Winterswijk), maar mogelijk verward met gelijkende soorten. Verspreiding in Europa nog vrij onbekend. Volgens GBIF komt de soort voor in Finland, Estland, Denemarken en Noorwegen .